# Samuel Damian
Samuel Damian (sau Samuil Domien) a fost un preot greco-catolic de origine transilvăneană, etnic român, care a emigrat în secolul al XVIII-lea în America de Nord. Acesta este prima persoană cunoscută de origine română care a emigrat în America.
Numele său apare pentru prima oară în anul 1748, în South Carolina Gazette, invitând oamenii să vadă experimentele sale în domeniul electricității. Benjamin Franklin a atestat că s-a întâlnit cu românul, cei doi discutând despre electricitate.
Nu se știu prea multe despre viața acestuia. Acesta a trăit în Maryland, North Carolina, Virginia și în Charleston (South Carolina). Numele său a dispărut din izvoarele istorice o dată cu călătoria acestuia în Jamaica.